# Kai Fischer (Schauspielerin)
Kai Anne Inge Fischer (* 18. März 1934 oder 1936 in Prag oder Halle (Saale), auch gelistet als Kay Fischer) ist eine deutsche Filmschauspielerin und Autorin.

## Leben
In einem Interview mit dem Stern 1959 beschreibt Kai Fischer ihre Unterbringung als Flüchtling aus Prag kommend in Halle/Saale in einem unbenutzten Wasserturm.
Fischers Familie war 1945 gezwungen, nach München zu ziehen. Dort besuchte sie als einziges Mädchen das Maximiliansgymnasium, auf dem sie im Alter von 18 Jahren das Abitur machte. In den 1950er Jahren trat die junge Kai Fischer ohne schauspielerische Ausbildung im Kabarett Schwabinger Brettl auf und betätigte sich auch als Fotomodell. Im Jahre 1955 gelang ihr der Einstieg beim Film, zunächst in Nebenrollen in Produktionen wie Oh – diese „lieben“ Verwandten und Unternehmen Schlafsack. Ihre erste größere Rolle spielte sie 1956 in Die Ehe des Dr. med. Danwitz.
Bis Mitte der 1960er Jahre spielte sie in vielen Filmen hauptsächlich zwielichtige und „leichte Mädchen“. Oft trat sie als Gangsterbraut, kriminelle Barbesitzerin oder Prostituierte auf, so auch in der Edgar-Wallace-Verfilmung Zimmer 13 und anderen Krimis jener Zeit.
Anfang der 1960er entwarf sie die erste ZDF-Serie überhaupt, Die Karte mit dem Luchskopf, in der sie von 1963 bis 1965 die Hauptrolle als erster weiblicher Privatdetektiv mit eigener Detektei weltweit im TV spielte. Mit der Übernahme der ähnlich gelagerten Mit Schirm, Charme und Melone-Folgen um Emma Peel durch das ZDF 1966 wurde die Serie nicht fortgeführt.
Zeitweise drehte sie auch in Italien, wo man sich ebenfalls häufig ihre erotische Ausstrahlung zunutze machte.
1968 traf sie durch ihren damaligen Partner den Jazz-Pianisten Jan Hammer und verpflichtete ihn als Songschreiber für ihre erste  (und einzige) LP Kai Fidelity.
Erst in den 1970er Jahren konnte sie sich durch Rollen in Fernsehspielen und -serien vom Image der Verführerin befreien.
Sie spielte etwa 120 Film- und Fernsehrollen. In Serien wie Derrick und Der Kommissar, aber auch in Die Angst des Tormanns beim Elfmeter (1972) von Wim Wenders erhielt sie seriösere Rollen. Fernsehzuschauern wurde sie durch ihre Rolle als Tiger-Lilli in der Serie Salto Mortale bekannt. Bis Ende der 1980er Jahre war Fischer noch vereinzelt in Film- und Fernsehproduktionen zu sehen, so 1984 in Rolf Silbers Kassensturz.
Sie übernahm Theaterrollen, etwa 1982 in Widerspenstige Helden und Viel Lärm um nichts, schrieb Drehbücher und unter Pseudonym auch Kriminalromane. Ab 1984 betätigte sich die in München lebende ledige Fischer als Geschäftsfrau und eröffnete in München mehrere Fotoläden. Seitdem war sie nur noch selten in Fernsehserien zu sehen, so 1985 in der Serie Alte Gauner, 1986 in Der Fahnder (Hitzewelle), 1988 im Tatort Salü Palu und 1990 in Liebesgeschichten. 1999 wirkte sie als Darstellerin in Rosa von Praunheims Film Der Einstein des Sex mit. 1982 erhielt sie für ihre Rolle als Beate S. den Lena-Preis.
1970 nahm sie die LP Kai Fidelity (Metronome MLP 15.359) auf. Die LP entstand durch ihre Beziehung mit Ernst Knauff (Inhaber des Clubs und Musikverlages Domicile), wodurch internationale Jazz-Größen wie Jan Hammer und Olaf Kübler an der Produktion mitarbeiteten. Die Stücke wurden Fischer getextet und fallen in die Kategorie Jazz-Chanson.

## Filmografie (Auswahl)
- 1955: Oh – diese „lieben“ Verwandten
- 1955: Unternehmen Schlafsack
- 1956: Das Bad auf der Tenne
- 1956: Die Ehe des Dr. med. Danwitz
- 1956: Ich und meine Schwiegersöhne
- 1956: Holiday am Wörthersee
- 1956: Hurra – die Firma hat ein Kind
- 1957: Mädchen und Männer
- 1957: Wetterleuchten um Maria
- 1957: Für zwei Groschen Zärtlichkeit
- 1957: La ragazza della salina
- 1958: Das Wirtshaus im Spessart
- 1958: Ich war ihm hörig
- 1958: … denn keiner ist ohne Sünde (Filles de nuit)
- 1958: Herz ohne Gnade
- 1958: Madeleine Tel. 13 62 11
- 1958: Grabenplatz 17
- 1958: Der veruntreute Himmel
- 1958: Schwarze Nylons – Heiße Nächte
- 1959: Skandal um Dodo
- 1959: Lockvogel der Nacht
- 1959: Mädchen für die Mambo-Bar
- 1959: Schlechte Zeiten für Vampire
- 1960: Freddy und die Melodie der Nacht
- 1960: Zu heiß zum Anfassen (Too Hot to Handle)
- 1960: Der rote Herzog (The Hellfire Club)
- 1961: … denn das Weib ist schwach
- 1962: Tunnel 28
- 1963: Die Karte mit dem Luchskopf (Fernsehserie)
- 1963: Liebe im 3/4-Takt (The Waltz King)
- 1964: Zimmer 13
- 1964: Die letzten Zwei vom Rio Bravo (Le pistole non discutono)
- 1964: Das Wirtshaus von Dartmoor
- 1964: Das Ungeheuer von London-City
- 1966: Der Würger vom Tower
- 1966: Hafenpolizei (Fernsehserie, Folge Juwelen nach Maß)
- 1966: Die Gentlemen bitten zur Kasse (Fernsehdreiteiler)
- 1967: Warteliste zur Hölle (Anonima de asesinos)
- 1967: Das Geheimnis der Todesinsel
- 1968: Babeck (Fernsehdreiteiler)
- 1968: Die Nichten der Frau Oberst
- 1969: Salto Mortale (Fernsehserie)
- 1970: Josefine Mutzenbacher
- 1972: Die Angst des Tormanns beim Elfmeter
- 1975: Der Kommissar: Ein Playboy segnet das Zeitliche
- 1977: Das Schlangenei
- 1977: Halbe-Halbe
- 1978: Derrick (Fernsehserie, Folge Der Spitzel)
- 1979: Die Protokolle des Herrn M.: Routinefall Stefan Grossky
- 1979: Lena Rais
- 1982: Shalom Pharao
- 1984: Kassensturz
- 1985: Alte Gauner (Fernsehserie, Folge Fabrikanten)
- 1988: Tatort (Fernsehreihe, Folge Salü Palu)
- 1990: Liebesgeschichten
- 1999: Der Einstein des Sex